# Ринит
Рини́т (от др.-греч. ῥίς, род.п. ῥινός «нос») — синдром воспаления слизистой оболочки носа. Инфекционный ринит вызывается различными микробами и вирусами; развитию ринита способствует переохлаждение, сильная запылённость и загазованность воздуха. Ринит часто является одним из проявлений других заболеваний (например гриппа, дифтерии, кори). Катаральный ринит (сопровождающийся ринореей, носовым слизетечением) в быту называется насморком. Воспаление слизистой оболочки носа сопровождается двумя из ниже перечисленных симптомов: затруднение дыхания через нос, выделения из носа, зуд/жжение в полости носа совмещённое с чиханием. Длительность ринита составляет ≥1 ч в день в течение ≥2 недель на протяжении года.

## Классификация
Инфекционные риниты
Острый инфекционный ринит чаще всего встречается в детском возрасте. В возрасте до 5 лет дети страдают от 6−8 эпизодов в год. В детских садах количество эпизодов возрастает на 10−15 % на первом и втором году посещения.
- острый ринит;
- хронический ринит
  - хронический катаральный ринит;
  - хронический гипертрофический ринит;
  - атрофический ринит;
  - озена (зловонный атрофический насморк).

Неинфекционные — вазомоторные риниты
- нейровегетативный ринит;
- аллергический ринит.

## Этиология
Острый ринит возникает как следствие воздействия на слизистую оболочку полости носа вирусной или бактериальной инфекции. Он может сопутствовать острым инфекционным болезням (грипп, корь, скарлатина, дифтерия, гонорея). Острый ринит также может являться следствием травмирования слизистой оболочки носа механическим, термическим, химическим или радиационным агентом.
Хронический ринит может быть исходом острого ринита или длительного воздействия неблагоприятных факторов окружающей среды и плохих условий труда, а также местного нарушения кровообращения.
Вазомоторный ринит обусловлен нарушением нервно-рефлекторных механизмов реакции на рефлекторные раздражения (холодный воздух, резкий запах), что ведёт к бурной реакции со стороны слизистой оболочки носа.
Аллергический ринит связан с повышенной чувствительностью слизистой оболочки носа к различным экзогенным и эндогенным аллергенам, а также сенсибилизацией к бактериальным и вирусным агентам (инфекционно-аллергическая форма).

## Патогенез

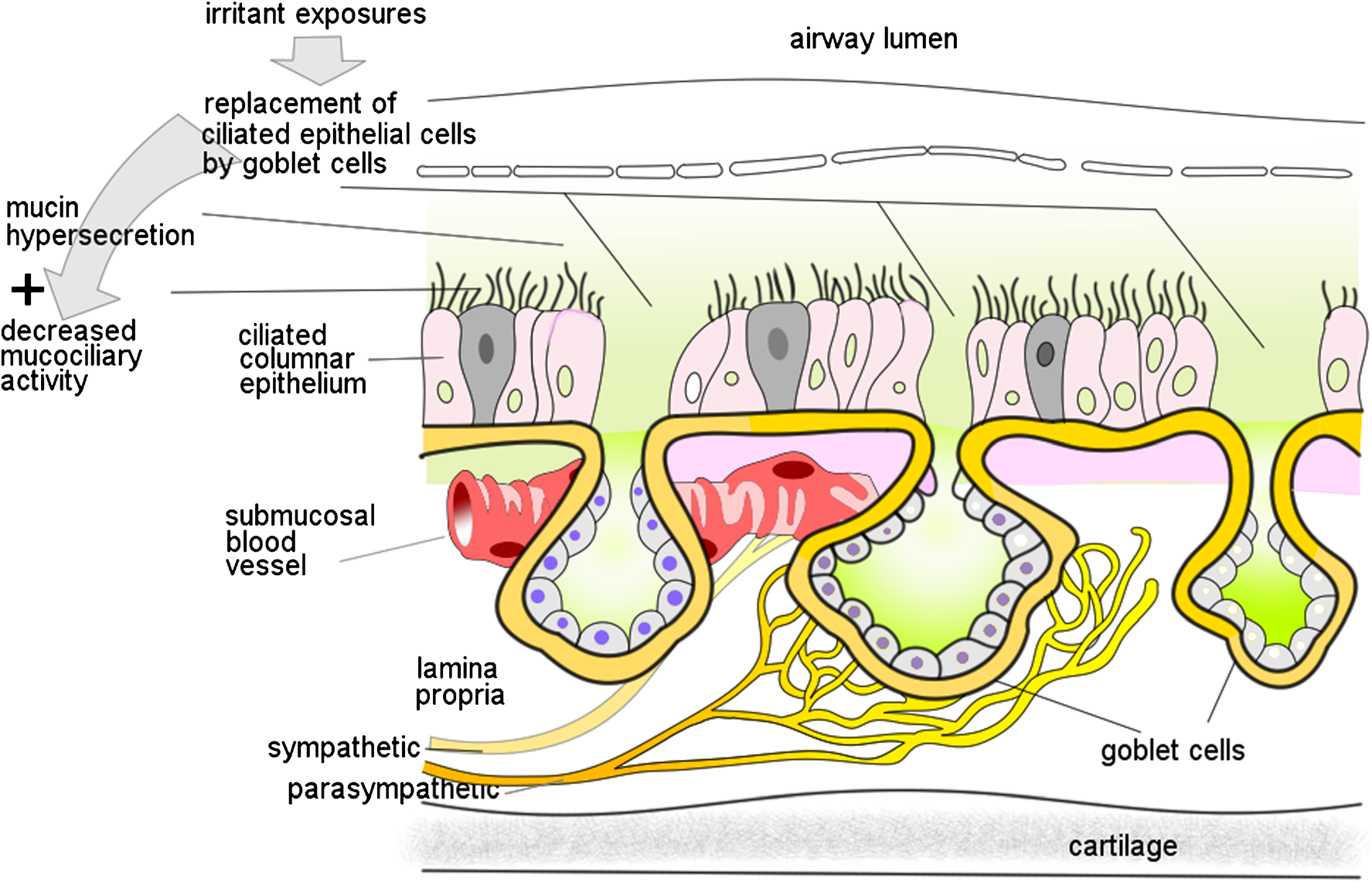
Патологические изменения при неаллергическом рините

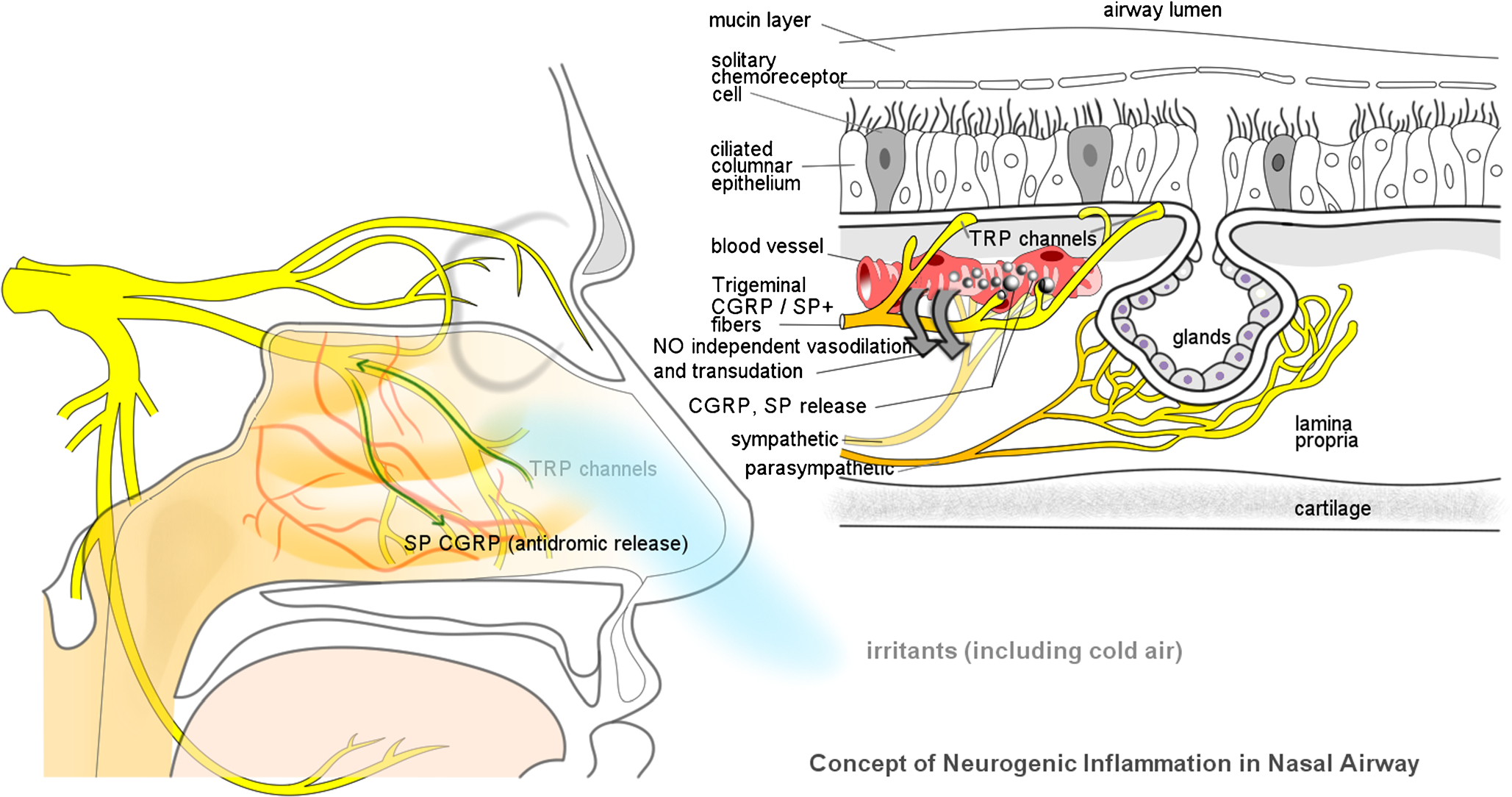
Механизм неаллергического ринита: дисбаланс между симпатическим и парасимпатическим компонентами слизистой оболочки носа

При остром рините развивается катаральное воспаление слизистой оболочки, проявляющееся отёчностью тканей, наиболее выраженной в области носовых раковин. Поражение распространяется на обе половины носа.
При хроническом катаральном рините преобладают метаплазия и пролиферация слизистой оболочки в области передних концов носовых раковин. В дальнейшем может наблюдаться пролиферация соединительно-тканных элементов, гипертрофия стенок сосудов и расширение просвета с вовлечением в процесс надкостницы и кости.
При вазомоторном рините развиваются приступы без видимых причин, для него характерно утолщение слизистой оболочки, метаплазия эпителия в многослойный плоский, обилие бокаловидных клеток с накоплением в них слизи, отёчность стромы.

## Клинические проявления
Прозрачное выделение из носа характерно для вазомоторного, аллергического ринита и второй (влажной) стадии инфекционного ринита. Жёлтое выделение наблюдается при инфекционном или аллергическом рините. Зелёное выделение — признак инфекции.
Острый ринит начинается частым чиханием, слезотечением, общим недомоганием. Затем появляются обильные серозно-слизистые выделения, которые позже приобретают слизисто-гнойный характер. Общее состояние при этом мало меняется, температура обычно нормальная или незначительно повышена (в пределах 37,0—37,5 °C). Появляется ощущение тяжести в голове, снижается работоспособность, затрудняется носовое дыхание, иногда возникает слезотечение, снижается обоняние.
Хронический ринит характеризуется заложенностью носа, снижением обоняния, при этом слизистая оболочка утолщена и гиперемирована, она сухая и блестящая, дыхание ослаблено. В носовых ходах определяются слизисто-гнойные густые выделения или сухие корки.
Вазомоторный ринит характеризуется появлением приступов без видимых причин. По утрам появляются заложенность носа, частое чихание, обильные водянисто-слизистые выделения из носа, иногда слезотечение. Во время приступа слизистая оболочка бледная или синюшная, особенно в области нижних носовых раковин.
Для аллергического ринита характерна гиперплазия слизистой полости носа. Симптоматика зависит от вида аллергена. При сезонной форме аллергического ринита больные жалуются на заложенность носа, зуд в носу и обильные выделения сезонного характера. Так же возможно появление глазных симптомов, которые проявляются сильным зудом, покраснением и отёком конъюктивы и склеры, в тяжёлых случаях — периорбитальный отёк, усиление которого возможно при растирании глаз.
Другими проявлениями ринита являются: расстройство обоняния, носовой тембр голоса, храп.

## Ринит у животных

### Катаральный ринит у животных
Это воспаление слизистой оболочки носа, сопровождающееся выпотом серозного, серозно-слизистого и серозно-гнойного экссудата, повышением чувствительности рецепторов, сужением носовых ходов, иногда слущиванием эпителия и часто нарушением дыхания. Первичный ринит возникает при неблагоприятных температурно-влажностных условиях в животноводческих помещениях, большой насыщенности воздуха аммиаком и другими раздражающими газами. Животные часто облизывают губы и носовые отверстия. У больных на 1—2 сутки появляется серозное истечение из носа, а на 3—4 оно становится серозно-гнойным и гнойным. Подчелюстные, а иногда и заглоточные лимфатические узлы увеличены. Слизистая оболочка носа гиперемирована, набухшая, что затрудняет дыхание.

### Крупозныйринит у животных
Это острое воспаление слизистой оболочки носа, сопровождающееся выпотом фибринозного экссудата, слущиванием эпителиальной ткани и сильным повышением возбудимости рецепторов. Первичное крупозное воспаление слизистой оболочки носа возникает при вдыхании очень горячего воздуха, дыма, частичек негашёной извести, сероводорода и других сильных раздражителей. Симптоматический крупозный ринит наблюдается при злокачественной катаральной горячке, чуме рогатого скота и других инфекционных заболеваниях.

### Хронический ринит у животных
Острых явлений раздражения обычно не наблюдают. Истечение из носа может быть то скудным, то обильным. На слизистой оболочке обычно наблюдаются эрозии, атрофированные участки с замещением слизистой рубцовой соединительной тканью. Течение длительное — от нескольких месяцев до нескольких лет.